# セントラル・アベニュー駅 (BMTマートル・アベニュー線)
セントラル・アベニュー駅（Central Avenue）はブルックリン区ブッシュウィックのセントラル・アベニューとマートル・アベニュー交差点に位置するニューヨーク市地下鉄BMTマートル・アベニュー線の駅である。M系統が終日停車する。

## 駅構造
| P ホーム階 | 相対式ホーム、右側ドアが開く | 相対式ホーム、右側ドアが開く |
| P ホーム階 | 西行線                       | ← 平日：フォレスト・ヒルズ駅行き（マートル・アベニュー-ブロードウェイ駅） ← 休日：エセックス・ストリート駅行き（マートル・アベニュー-ブロードウェイ駅） ← 深夜：マートル・アベニュー-ブロードウェイ駅行き（終点） |
| P ホーム階 | 中央線                       | → 未敷設 |
| P ホーム階 | 東行線                       | → メトロポリタン・アベニュー駅行き（ニッカーボッカー・アベニュー駅）→ |
| P ホーム階 | 相対式ホーム、右側ドアが開く | |
| M          | 改札階                       | 改札口、駅員詰所、メトロカード自動券売機 |
| G          | 地上階                       | 出入口 |

相対式ホーム2面2線の高架駅で中央に急行線を敷設できるスペースがある。これは1946年まで急行線があった跡であり路盤も撤去されている。
2010年代に駅は2度閉鎖されている。1回目は2013年3月9日から同年8月2日までの改装、2回目は2017年7月1日から翌2018年4月30日までに行われたBMTジャマイカ線との接続線の改修工事である。

### 出口
改札は1か所のみで、またセントラル・アベニューにつながる出口はなく、マートル・アベニューとシダー・ストリート交差点の南西と北西に階段が1つずつ下りている。